# Stegonotus heterurus
Stegonotus heterurus är en ormart som beskrevs av Boulenger 1893. Stegonotus heterurus ingår i släktet Stegonotus och familjen snokar. Inga underarter finns listade i Catalogue of Life.
Arten förekommer på olika öar som ingår i Bismarckarkipelagen. Honor lägger ägg. Den lever i låglandet och i kulliga områden upp till 500 meter över havet. Habitatet varierar mellan regnskogar, andra skogar, buskskogar, trädgårdar och odlingsmark. Stegonotus heterurus gräver i lövskiktet och i det översta jordlagret.
Beståndet hotas av skogarnas omvandling till jordbruksmark. Hela populationen anses vara stor. IUCN listar arten som livskraftig (LC).